# CNG-tanker
Compressed-natural-gas-tankers (cng-tankers) zijn ontworpen om aardgas onder hoge druk te vervoeren. De technologie van een cng-tanker steunt op hoge druk, vaak hoger dan 250 bar, om de dichtheid van het gas te verhogen. De dichtheid blijft desalniettemin 2,4 keer kleiner dan die van lng (426 kg/m³). Cng-tankers gaan hand in hand met de ingeburgerde technologie van lng-tankers, omdat cng-tankers economisch zijn voor maritiem transport over een middellange afstand. Het grootste deel van de energie die nodig is om het gas onder druk te zetten kan worden teruggewonnen in de vorm van elektriciteit door een turbo-expander te gebruiken terwijl men het samengeperste aardgas levert aan het pijplijnennetwerk aan de wal.

## Drukvattechnologie

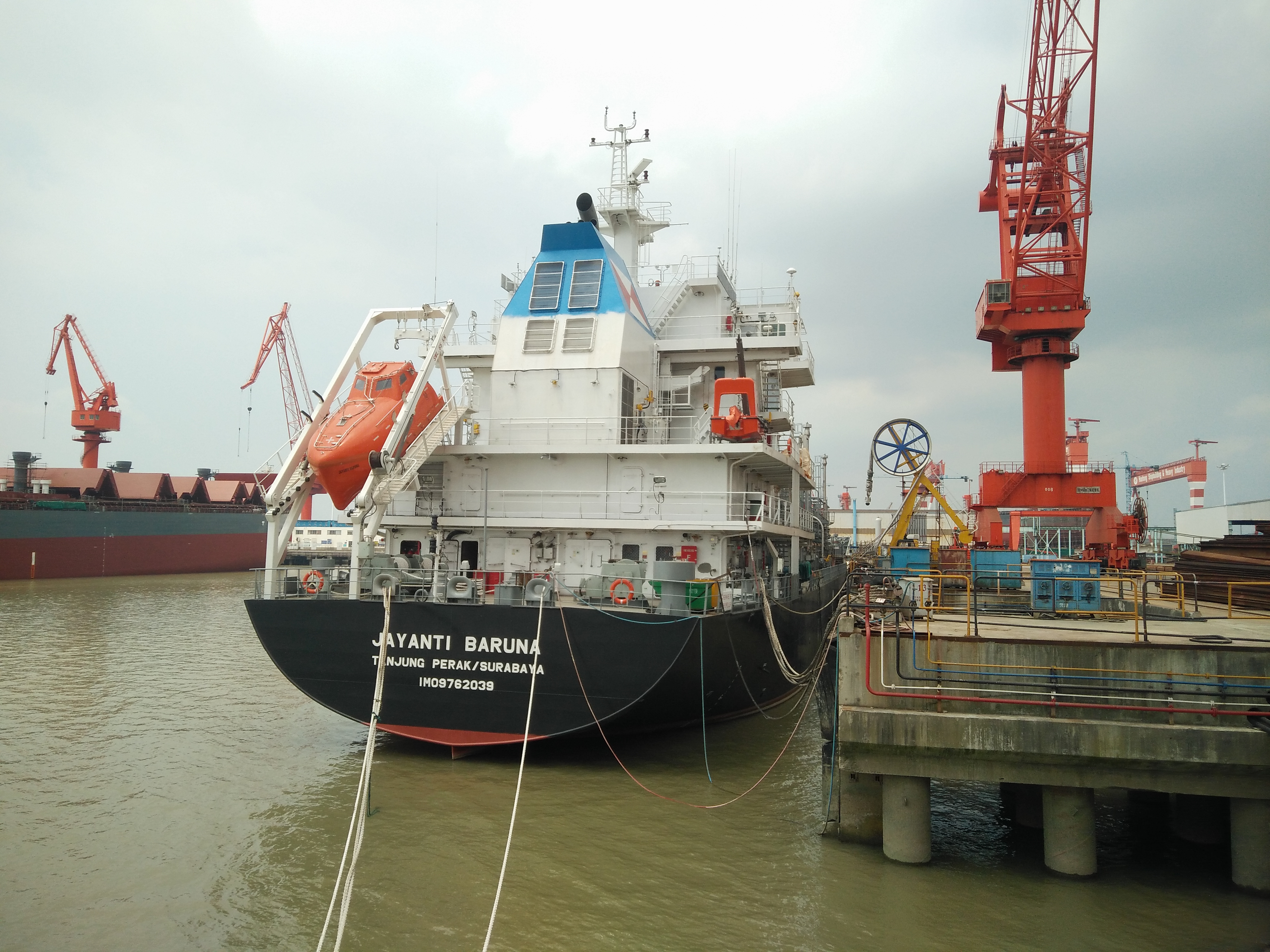
Jayanti Baruna - CNG Cargo Tanker, Indonesië

Er zijn verschillende manieren om het vraagstuk van kosteneffectieve hogedrukvaten te benaderen. De belangrijkste variabelen bij het oplossen van dit vraagstuk zijn het materiaal dat gebruikt wordt en de geometrie van de vaten. De standaardmethode om niet-gecondenseerde gassen op te slaan in metalen containers is niet rendabel voor het opslaan van grote volumes onder hoge druk. Dit geldt niet voor gassen zoals butaan en propaan, of mengsels hiervan zoals vloeibaar liquefied petroleum gas (lpg), ook autogas genoemd. Autogas wordt vloeibaar bij omgevingstemperatuur onder een gemiddelde druk en kan economisch opgeslagen worden in stalen containers in verschillende maten.
In nieuwe benaderingen van de drukvattechnologie wordt er gebruik gemaakt van plastic containers en containers onder de vorm van metalen buizen van een gemiddelde diameter (meestal 6" of 168 mm diameter aan de binnenkant). In één bepaalde techniek (Coselle) worden er 17 kilometer buis rond een spil gewonden. Deze spillen zijn stapelbaar en kunnen ook aan elkaar vast gemaakt worden om een bepaalde capaciteit te bereiken.

## Vergelijking
Een cng-tanker is een eenvoudig alternatief voor een combinatie van een FLNG-tanker (floating liquefied natural gas), lng-tanker en een drijvende verdampingsinstallatie. Anders dan lng-transport heeft cng-transport de flexibiliteit om te veranderen van laad- of loshaven zonder tijdverlies. Ook zijn de belangrijkste kosten van overzees cng-transport lager dan de totale kosten die nodig zijn voor lng-transport.
De bouwduur van de infrastructuur voor lng-transport bedraagt een aantal jaren, terwijl er voor een cng-tanker gebruik gemaakt kan worden van de reeds bestaande vloot. Een cng-tanker is zeer nuttig om een gasveld of een pijplijn tot snelle productie te brengen.
De brandstofkosten per eenheid aardgas getransporteerd door een cng-tanker zijn hoger dan die waar het aardgas getransporteerd zou worden door een lng-tanker, omdat een cng-tanker veel zwaarder is. Daarom is transport per cng-tanker voordelig tot gemiddelde afstanden (<2000 zeemijl) vergeleken met transport per lng-tanker. Het voordeel van transport per cng-tanker stijgt als de prijs van aardgas daalt.
Een cng-tanker kan ook dienen als opslagruimte om dagelijkse fluctuaties in vraag en productie van gas in een pijplijnennetwerk op te vangen en ook de onvoorziene fluctuaties bij de import en de export van aardgas. Dit zou ervoor kunnen zorgen dat er een einde komt aan de take-or-pay-contracten in de aardgasverkoop. Ook zouden cng-tankers kunnen zorgen voor aardgasuitwisseling tussen pijplijnnetwerken die niet aan elkaar zijn gekoppeld.
De cng-tanker vergemakkelijkt ook het vervoeren van aardgas van kleine geïsoleerde offshore gasvelden, die tot nog toe geen winst maakten. Ook het ontginnen van gasreserves van kleine geïsoleerde offshore olie- en gasvelden waar onderzeese pijpleidingen niet economisch zijn, wordt door cng-tankers vergemakkelijkt door in opslag en vervoer van gas te voorzien dat anders afgefakkeld zou worden.
Ten slotte kunnen cng-tankers gebruikt worden om vloeibaar of gasvormig ethaan te vervoeren, alsook waterstofgas om de toepassing hiervan op de markt te verbreden.

## Begunstigde landen
- Japan, Zuid-Korea, de Filipijnen en Taiwan kunnen cng importeren van Rusland en Papoea-Nieuw-Guinea.
- India kan cng importeren van Qatar, Iran, Jemen, Oman, Myanmar, Israël (via de Rode Zee) en Mozambique.
- Israël kan cng exporteren naar alle landen met een kustlijn aan de Middellandse Zee en aan de Zwarte Zee, inclusief West-Europa en India.
- Rusland kan cng exporteren naar West-Europa via de Zwarte Zee en de Middellandse Zee.
- De Verenigde Staten kunnen cng exporteren naar West-Europa, Cuba, Groenland en IJsland.